# Histoire de Curaçao

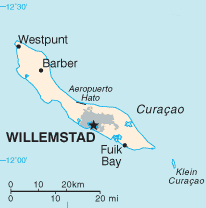
Curaçao, présent

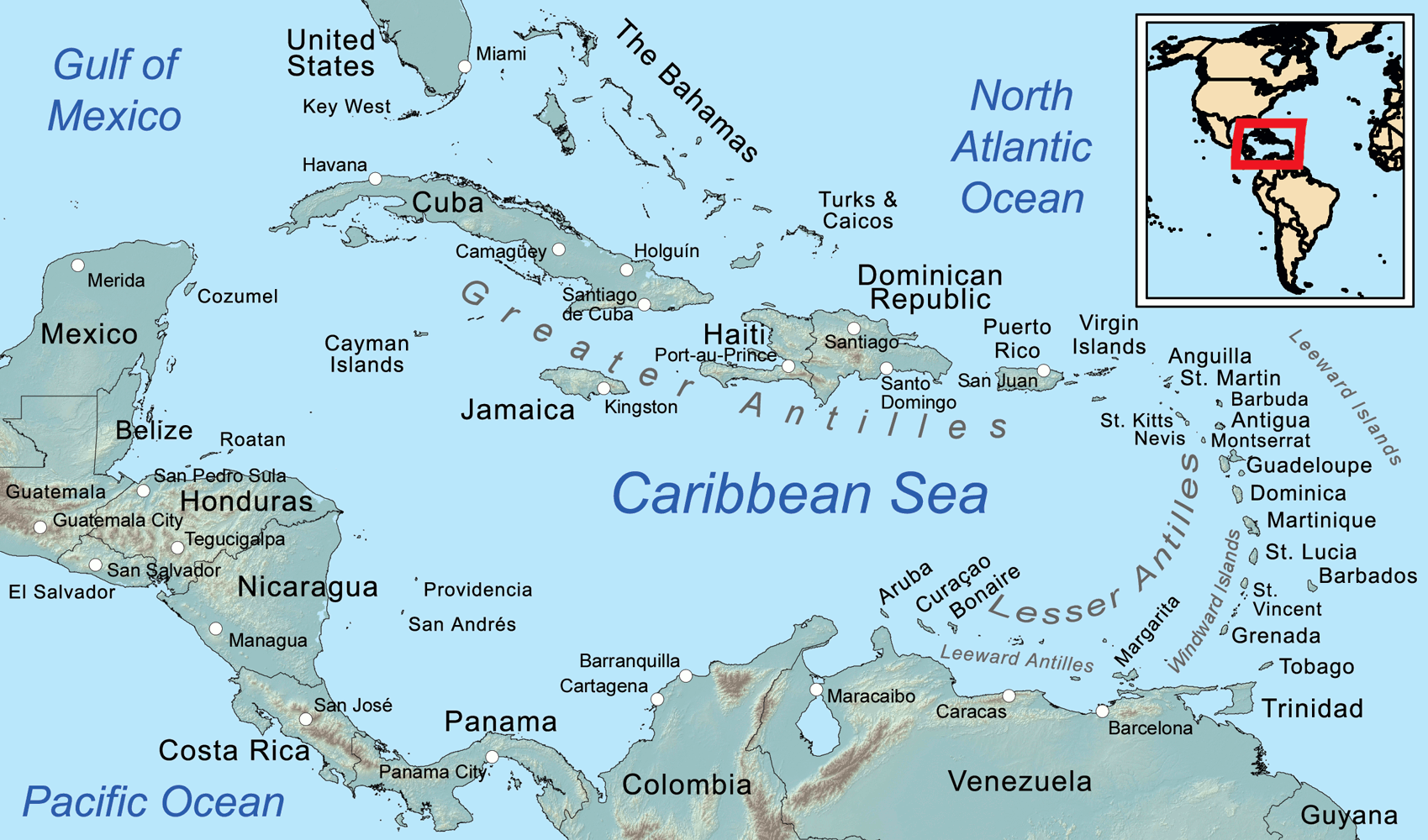
Espace caraïbe

L'Histoire de Curaçao commence avec les premiers peuplements du territoire par des peuples amérindiens (Amérindiens des Antilles), notamment les Arawaks et les Kali'nas et laisse des traces écrites dans cette région en 1499, lors de la première expédition d'Alonso de Ojeda, venue d'Espagne par le fleuve Essequibo, et qui longe les côtes des environs, annexées avec les îles proches par les Espagnols.  L'Empire colonial espagnol et l'Empire colonial néerlandais, mais aussi l'Empire colonial français et l'Empire britannique vont s'intéresser à cette région mais ce sont les deux premiers qui vont d'abord l'emporter dans ce petit territoire situé non loin des côtes de l'Amérique du Sud. L'île sert à partir de 1634 de base navale aux Hollandais, pour ses salines permettant de conserver le poisson et approvisionner les expéditions militaires. 
La disparition de l'"Asiento" portugais en 1640 puis la guerre néerlando-portugaise en Angola (1641-1648) ayant généré une contrebande portugaise et hollandaise d'esclaves angolais vers l'Empire espagnol, Curaçao s'est offerte comme son centre, vers la fin des années 1650, en raison de sa proximité avec le Venezuela, le poisson salé avec le sel de l'île nourrissant les d'esclaves en transit. Curaçao est alors au « point d’articulation » des « activités de contrebande sur les côtes du Venezuela, de la Nouvelle-Grenade, de Cuba et de Saint-Domingue ».
Des marchands hollandais utilisent ensuite la petite île antillaise vers la fin du XVIIe siècle pour le commerce avec les Amérindiens acceptant de vendre du cacao contre des textiles européens, le long du río Yaracuy jusqu'au comptoir de Tucacas tout proche de Curaçao.
Au début du XVIIIe siècle, l'île abrite une des plus importantes communautés juives du Nouveau Monde, avec 126 familles juives en 1702.
Curaçao est un État autonome au sein du royaume des Pays-Bas, depuis la dissolution de la fédération des Antilles néerlandaises le 10 octobre 2010. 
Le pays compte 158 665 habitants (2019) pour une superficie de 444 km2.

## Histoire

### Les Amérindiens et les Espagnols
Les premiers habitants de Curaçao sont les Amérindiens Arawaks qui arrivent du Venezuela..
En 1499, l'île est découverte par Alonso de Ojeda qui prend possession de l'île au nom de l'Espagne et décime les Arawaks. Il appelle l'île Isla de los Gigantes. Au début du XVIe siècle, après avoir dépeuplé l'île par de fréquents raids pour fournir Hispaniola en esclaves, les Espagnols veillent à ce que l'île soit repeuplée d'Amérindiens. Curaçao est rattachée administrativement au gouverneur du Venezuela (Coro), excepté lors de la concession Welser.

### Le projet de colonisation néerlandaise
Au début des années 1630, la Compagnie néerlandaise des Indes occidentales, subit la perte définitive des salines de la Punta de Araya, les Espagnols ayant fortifié ce lagon proche de la côte vénézuélienne, puis en 1633 celle de Saint-Martin. Ce qui pousse les Hollandais à se procurer une nouvelle saline pour un relais local de l'industrie halieutique, afin de  conserver le poisson qui approvisionne les expéditions militaires. Ils consultent Jan Janszoon Otzen, un ex-prisonnier des Espagnols, d'abord détenu à Tortuga (Venezuela) quelques années puis transféré à Curaçao pour lui faire couper du bois et pris par les Hollandais. 

### Le cartographe Johannes Van Walbeeck, premier gouverneur
Le premier gouverneur de Curaçao fut le célèbre cartographe Johannes Van Walbeeck qui a rédigé en 1626 l’essentiel du récit du tour du monde de trois ans que venait de réaliser la flotte de l'amiral Jacques l'Hermite avant d’être l’un des cerveaux de l’attaque du Brésil portugais par la Hollande en 1630.
En 1633, Van Walbeeck et le gouverneur du Brésil hollandais, Dierick van Waerdenburgh vont à Amsterdam évoquer la stratégie de la WIC qui venait de perdre sa capitale aux Amériques, une flotte espagnole ayant ravagé Saint-Martin au cours de l’été. Il fut décidé de faire de Curaçao et Bonaire la nouvelle capitale, en raison des grandes quantités de sel, indispensables pour conserver le poisson, de l’excellent port naturel de la Baie Sainte-Anne, stratégiquement situé à proximité du continent sud-américain et cible des corsaires hollandais.
Le 4 mai 1634, 4 navires, transportant 180 marins et 250 soldats, dirigés par le mercenaire huguenot français Pierre Le Grand, qui avait auparavant servi les Hollandais au Brésil, partent de la Hollande pour Curaçao, prise aux Espagnols fin juillet grâce à l’arrivée d’un cinquième navire, les 32 habitants espagnols fuyant après avoir empoisonné les puits.
Jan Janszoon Otzen avait brossé un portrait idyllique de la géographie de Curaçao, mais les Néerlandais s'aperçurent que les marais salants naturels n'étaient pas à la hauteur de son récit. Sur fond de rivalités au sein de la Compagnie néerlandaise des Indes occidentales (WIC), les états de Hollande et les états généraux néerlandais valident la nouvelle colonie et ses petites dépendances d'Aruba et Bonaire, qui complètent plus ou moins ses insuffisances, car la chambre amstellodamoise de la WIC en a pris la direction et fourni rapidement renforts et provisions[réf. nécessaire].
Côté espagnol, en 1635, Gaspar de Guzmán réunit à Madrid un conseil spécial pour la reconquête de Curaçao, mais les Espagnols attendirent l'année suivante puis renoncèrent, faute de détachement naval suffisant[réf. nécessaire].

### De 1638 à 1642, les gouverneurs de combat
Quatre ans après la conquête hollandaise, Van Walbeeck et Pierre Le Grand sont envoyés au Brésil, où le premier intègrera la Cour suprême jusqu'en 1642, tout en restant directeur politique de Curaçao, chapeautant le gouverneur que lui a succédé Jacob Pietersz Tolck.
Ce dernier unifie les commandement militaire et politique de l’île, simple base de combat contre l’Espagne. Tolck est remplacé en 1641 par Jan Claeszoon van Campen, ex-directeur de Saint-Martin avant sa prise par les Espagnols en 1633, nommé à cause de son expertise dans la production de sel. Il poursuit la politique agressive de Tolck contre les Espagnols en attaquant Maracaibo.

### Peter Stuyvesant attaque Saint-Martin en 1644
Peter Stuyvesant a joué un rôle important dans l'histoire de Curaçao, dont il a été gouverneur de 1642 à 1647, après avoir été agent commercial à Fernando de Noronha (petite île située au nord-est du Brésil, où l'on débarquait les esclaves trouvés sur des navires portugais par les pirates hollandais), puis en 1639 directeur des entrepôts à Curaçao (où il fut probablement à l’origine de la proposition d’y centraliser les esclaves jusque là débarqués à Fernando de Noronha, effectuée en 1641 après la prise de Luanda en Angola). C'est le décès subit du gouverneur précédent, début 1642, qui lui a ouvert la place de gouverneur. 
Les Espagnols ayant pris l’île de Bonaire en octobre 1642, Peter Stuyvesant a riposté par une attaque contre Puerto Cabello sur la côte du Venezuela. A la fin de l'hiver 1644, malgré la famine qui sévit dans les îles, il est envoyé attaquer le fort espagnol de Saint-Martin. Au cours du siège, il est amputé de la jambe droite à la suite d'un coup de feu et devient un héros, même si les Hollandais doivent lever le siège après quatre semaines et retourner à Curaçao. 

### Les réfugiés du Maranhao, de Curaçao à New-York
A son retour durant la première semaine d'avril 1644, il découvre qu’environ 450 employés de la Compagnie des Indes occidentales au Brésil se sont réfugiés à Curaçao, en raison de la révolte des planteurs Portugais dans la région de Maranhao. La révolte avait commencé en septembre 1642 et n'a cessé de grossir: ils se sont emparés de Sao Luis, la principale ville, le 28 février 1644. La plupart de ces 450 réfugiés étaient dirigés par David Adam Wiltschut, l’ancien commandant militaire de Curaçao. Leur arrivée à Curaçao créé un problème de nourritures car l’île est à court de provisions en raison de l’expédition ratée à Saint-Martin . Peter Stuyvesant décide alors d'envoyer la majorité de ces réfugiés chez Willem Kieft, directeur de la WIC à la Nouvelle-Amsterdam (la future New-York) , qui a besoin d’aide dans sa guerre débutée en 1643 contre les Amérindiens . 
Les médecins de Peter Stuyvesant lui recommandent qu’il retourne se soigner sous le climat tempéré des Pays-Bas, ce qu’il fait fin août 1644 , après avoir nommé Lucas van Rodenburgh directeur intérimaire de Curaçao. Puis en 1646, Stuyvesant est promu directeur d’un ensemble de petites colonies, qui regroupe la Nouvelle-Néerlande, Curaçao, Bonaire, Aruba et leurs dépendances. Nommé par la même occasion directeur général de Nouvelle-Néerlande, il débarque à Manhattan le 11 mai 1647, en remplacement de William Kieft. Une de ses premières décisions est de bannir de la colonie deux hommes qui accusaient son prédécesseur, William Kieft, d'être corrompu et d'avoir déclenché une guerre contre les Indiens.

### Peter Stuyvesant dirige l’île, de son poste de New-York
Stuyvesant a réclamé sans l’obtenir que soient placées les îles des Caraïbes sous la juridiction de la Nouvelle-Néerlande . Le vice-directeur de Curaçao relève en fait directement d’Amsterdam. Mais même si Curaçao n’apparaitra jamais dans le procès-verbal du conseil de la Nouvelle-Néerlande, tout au long du mandat de Rodenburgh, Peter Stuyvesant conserve le pouvoir de fait sur cette île où, en tant que directeur intérimaire, il est finalement nommé vice-directeur puis remplacé en 1655 par un proche de Peter Stuyvesant qui a servi au Brésil pendant environ 19 ans, Matthias Beck, et qui était depuis 1651 directeur des mines d’argent à Siara, avant de fuir en 1654 sur l’île anglaise de la Barbade, où il a rencontré l’année suivante Stuyvesant, qui l’a nommé vice-directeur de Curaçao.

### Premiers peuplements civils, sans suite
L’un des agents de la WIC à Amsterdam, Joseph Frances João de Yllan organisa l’établissement de colons à Curaçao vers 1651 mais sur les 50 familles prévues, seules 15 à 20 sont arrivées. En 1652, la Compagnie néerlandaise des Indes occidentales, contactée par David Cohen Nassi (1612-1685), autorise un petit groupe de Juifs à cultiver la terre à Curaçao, mais leur refuse l'entière liberté religieuse ainsi que l'autorisation de se livrer au commerce. Matthias Beck, nommé gouverneur en 1655, ne donna pas suite à ces premiers peuplements civils, s’intéressant plutôt au négociateur Abraham Drago en lien avec le Brésil et la nouvelle colonie anglaise créée en 1650 au Suriname anglais, toute proche. 
La WIC, d’abord réticente aux projets de peuplement de Curaçao, a finalement donné son feu vert dans le seul but d’empêcher l’émigration de Hollandais vers cette colonie anglaise, qui a alors édicté la liberté religieuse, pour les juifs mais aussi pour les quakers , en conflit avec différents pouvoirs en Angleterre , l’accès libre et illimité à la terre et le droit d’achat de plus de deux esclaves, ainsi que l’exemption d’impôt pour 10 ans. Ces réformes seront abandonnées en 1667 après que cette colonie ait atteint en 1663 le seuil d’une cinquantaine de plantations de canne à sucre,  employant 3 000 esclaves.

### L’ère Peter Stuyvesant- Mathias Beck et le trafic d’esclaves
À Curaçao, le gouverneur néerlandais Matthias Beck mentionne à plusieurs reprises à la direction de la WIC aux Pays-Bas qu'il existe « une forte demande en esclaves dans l'empire espagnol », mais il n'est, dans un premier temps, pas entendu et l'île n'en accueille aucun avant 1658.
Curaçao deviendra plus tard la plaque tournante des navires de la traite négrière vers les colonies françaises et anglaises des Îles du Vent, et surtout celles de la terre ferme espagnole.
À partir de là, le papiamento, un créole à base de créole cap-verdien, néerlandais, d'espagnol, de portugais et de langues africaines, va s'imposer chez les esclaves.
Sous la direction conjointe « de Stuyvesant et de Beck » vers la fin des années 1650, Curaçao va devenir « un centre commercial majeur dans les Caraïbes » pour les esclaves, bien que l’Espagne ait interdit de commercer avec les Pays-Bas selon le traité de 1648.
Une lettre du 2 avril 1654 du gouverneur de Curaçao, Rodenburgh, aux directeurs d’Amsterdam donne des indications sur une négligence possible de la part de Stuyvesant concernant le signalement des soldats revenus au début de l'année du Brésil. 
Les directeurs d’Amsterdam ont souligné la partie de cette lettre de Rodenburgh et l’ont envoyé en Nouvelle-Néerlande pour explication. Finalement, il a été décidé qu’il serait nécessaire que le directeur général des Pays-Bas ait sous son contrôle les affaires des Caraïbes, mais cela n'a pas empêché, dans les faits, Peter Stuyvesant de conserver le contrôle direct sur son subordonné de Curaçao.
Lorsque Stuyvesant effectue un voyage "non autorisé" aux Caraïbes en 1655, son principal objectif était d’enquêter sur la saisie de huit navires néerlandais à la Barbade mais il avait également l’intention de visiter Curaçao afin de renforcer les communications entre les deux colonies.
Stuyvesant ne voulait plus être surpris par des accusations qui pourraient être évitées par une communications directes entre lui et le vice-directeur de Curaçao. Il a non seulement nommé Matthias Beck de la Barbade à Curaçao pour remplacer Lucas van Rodenburgh comme vice-directeur, mais a aussi rédigé les instructions données à Mathias Beck.
A la même époque, influencé par Johannes Megapolensis, Peter Stuyvesant refuse aux 23 Juifs arrivés du norddu Brésil en 1654, venus sur le Peereboom, mais aussi à ceux venant directement d'Amsterdam, le passeport hollandais et les qualifie de « race indigne et répugnante d'usuriers »,. 
Il envoie trois lettres, datées des 22, 25 et 27 septembre, insistant pour que "ces nouveaux territoires ne soient pas envahis" . Les administrateurs ont répondu le 26 avril 1655 pour l'obliger à les accueillir. Malgré cela, Peter Stuyvesant leur interdit le négoce avec les Indiens, le droit d'acheter une maison, le droit de vote ou de servir dans l'armée mais la Compagnie néerlandaise des Indes occidentales va imposer ces droits,. Le gouverneur continue cependant de leur interdire la construction d'une synagogue.
Au cours des années 1650, la Casa de la Contratación espagnole a recommencé à délivrer des licences d'importations d'esclaves mais la contrebande est restée dominante même après que la traite légale ait ainsi été rouverte en 1651. Selon Castro, des navires, qui «rarement» étaient munis des licences officielles, ont parfois transporté mille esclaves à la fois, dont pas plus de deux cents légalement. Selon Villa Vilar, de 1651 à 1654, les licences délivrées par la Casa de la Contratación représentaient un total de 910 esclaves alors que le nombre introduits réellement en Amérique espagnole ces années-là était de 7224, selon la « Transatlantic Slave Trade Database » (TSTD2), base de données sur Internet  qui documente environ 35000 voyages de bateaux négriers. Entre la réouverture de la traite des esclaves en 1651 et 1663, date où le contrat d'asiento Grillo & Lomellino est entré en vigueur, au moins 26948 esclaves ont été amenés en Amérique espagnole.
La deuxième partie de la brochure de Castro suggérait une façon d'organiser et taxer la traite des esclaves, avec pour objectif d'éradiquer les pratiques illicites, via une charte monopolistique pour neuf ans, sorte de nouvel asiento, autorisant l’introduction de 4000 esclaves par an.
La proposition a été jugée attrayante, mais sans résultat ni décision. Ensuite, Juan de Castro est devenu un des experts les plus actifs, mais en 1662, il était encore inconnu des autorités politiques de l’empire espagnol. Finalement, la Casa de la Contratación et le Consulado de Mercaderes de Séville ont examiné la proposition de Juan de Castro , puis le Conseil des Indes demandant le nom d’une société prêt à réaliser le plan et Grillo & Lomellino fut mentionné.

### Liens avec les autres îles hollandaises
Les réseaux entre les autres îles hollandaises ont permis à des protestants français de fuir à l'étranger au moment de la révocation de l'édit de Nantes et partir, plus ou moins rapidement, vers des territoires hollandais ou anglais : par exemple, ceux qui se trouvaient à Saint-Christophe, partagée entre les Français et les Anglais, gagnèrent Saint Eustache. Jean Olry, qui était à l’Ile à Vaches, dans la partie sud de Saint-Domingue, prit un bateau hollandais pour Curaçao d'où il alla ensuite à Saint-Eustache, rejoindre un français marchand de Mazamet dans la province du haut Languedoc. Samuel de Pechels lui aussi s’embarqua de l’île à Vaches et gagna la Jamaïque puis Londres et l’Irlande.

### La couverture des marchands génois à partir de 1662
D'abord réalisé vers 1658 via des arrangements clandestins, le trafic d'esclaves devient semi-légal à partir de 1662 en recourant à une couverture légale, via l’intervention de la maison de commerce Grillo and Lomelino, qui a servi d’intermédiaire pour le transport d’esclaves de Curaçao vers l’Espagne mais aussi vers divers points des Caraïbes.
Depuis la fin des années 1640, les génois Ambrogio Lomellini et Domingo Grillo, associés, vivaient à Madrid . En 1658, ils furent nommés trésoriers de la Sainte Croisade, faisant la guerre aux "infidèles", ce qui leur a permis d’avoir accès à une partie des trésors d’Amérique. 
En 1662, les finances royales espagnoles sont en situation de faillite. Le 5 juillet, Grillo et Lomellini promettent d’expédier 24000 esclaves en sept ans, vers Carthagène, Colombie, Veracruz (Mexique) et Portobello (Panama), en affirmant qu'ils peuvent être aidés par les compagnies anglaises et hollandaises. 
L’asiento de Grillo & Lomellino date du début de 1662, innovation qui a pris la forme d’une brochure  transmise par le missionnaire Dominicain  Juan de Castro au Roi d’Espagne Philip IV. Cette brochure de Castro se composait de deux parties, la première analysant le tarissement des importations d’esclaves dans les Caraïbes espagnoles, ses causes et son impact sur l’économie locale et publique. Selon Castro, depuis le début de la guerre d’indépendance portugaise (1640), les marchés américains étaient gravement sous-alimentés en main d’œuvre servile.
La brochure explique que les Néerlandais ne furent pas les seuls impliqués dans la traite illégale des années 1650 et du début des années 1660. Les marchands locaux de Veracruz, Caracas, Maracaibo ou Santo Domingo ont également navigué dans les Caraïbes pour acquérir des esclaves. Les marchands de Cartagena de Indes ont même traversé l’Atlantique vers les îles du Cap-Vert à la recherche d’esclaves qui ont été fournis par le Portugal, malgré la guerre entre les deux pays.
Un commerce régulier s'est au même moment développé entre la Nouvelle-Néerlande et trois petites îles hollandaise des Caraïbes. La première a envoyé des matériaux de construction et reçu en échange des chevaux d’Aruba, des esclaves de Curaçao et du sel de Bonaire, Curaçao fournissant par ailleurs du bois de teinture aux Pays-Bas, mais ces liens commerciaux ont été soudainement brisés quand une flotte anglaise s’est emparée en septembre 1664 de la Nouvelle-Néerlande .
En 1656, c'étaient surtout les réserves de sel qui intéressaient encore les colonies anglaises : le néerlandais Isaak de Fonseca, installé à la Barbade, arrive sur le navire « Anna Constant » portant une lettre du gouverneur Daniel Searle proposant des accords réciproques de libre-échange au vice-directeur de la WIC à Curaçao, Mathias Beck, qui accepte. Mais une autre entorse aux Actes de navigation aura lieu en 1661, selon un rapport du Conseil des Plantations, rédigé pour le roi Charles II. Le gouverneur de la Barbade, Lord Francis Willoughby, accordera à trois marchands hollandais, Benjamin de Casseres, Henry de Casseres et Jacob Fraso, le droit au commerce sur l’île, et la société du premier, qui a des liens avec le Danemark, va s’implanter peu après aussi en Jamaïque.
Vers 1670, des réseaux commerciaux ont relié plus régulièrement Curaçao, la Jamaïque et Barbade sans recourir aux Juifs, qui avaient désormais partout l’interdiction de posséder plus de deux esclaves, les exceptions aux discriminations étant critiquées. Selon l’historien Gérard Lafleur, Isaac Pereira, qui réside en Martinique de 1660 à 1669, y avait obtenu exceptionnellement des lettres de naturalité en transmettant des renseignements de Hollande via la Barbade et Curaçao, où il fut trésorier de la communauté juive.
En 1668, un immense entrepôt fut érigé sur l’île de Curaçao. Environ 90 % des esclaves étaient exportés de Curaçao et la moitié d’entre eux l'étaient par des trafics toujours illégaux,. En 1669, l’Espagne était à nouveau presque en faillite. La banque Coymans d’Amsterdam a transporté sur quatre navires de guerre des dollars espagnols ou des lingots d’argent (d’une valeur de 500000 florins) de la Nouvelle-Espagne à Cadix pour obtenir un contrat de sous-traitance du trafic d'esclaces. Le roi Charles II d’Angleterre tenta aussi d’acquérir l’asiento. Dans la foulée est signé le Traité de Madrid en 1670, très favorable à l’Angleterre, car sa propriété des territoires de la mer des Caraïbes est confirmée par l’Espagne. L’Angleterre a accepté de réprimer la piraterie dans les Caraïbes et, en retour, l’Espagne a accepté de permettre aux navires anglais la liberté de circulation.
Les Portugais restèrent ainsi officiellement exclus jusqu’en 1668 de l'asiento . Les déportations effectuées sous le nom de Grillo & Lomellino représentent au total 21222 esclaves. Parmi les ports approvisionnés ainsi, Portobello a absorbé 53,3% du total, devant Cartagène des Indes (22,66%) et Veracruz  (9,89%). La Havane, Santo Domingo, Cumaná et le reste de la côte du Venezuela ont à eux trois reçu 13,7% du total. Environ 89,5% de ces esclaves, pour la période avant la deuxième guerre anglo-néerlandaise., venaient de Curaçao et le reste de la Barbade (5,5%) , et de la Jamaïque (5%). 
Selon l’ambassadeur espagnol à La Haye, Manuel de Lira, en 1669, Grillo & Lomellino ont illégalement importé plus de 4000 esclaves de Curaçao alors que le chiffre officiel était deux fois plus bas, s’élevant à  2044. 
En 1640, selon Castro, le manque de fournisseurs d’esclaves fiables, en accord avec la politique internationale de l’empire espagnol, entraîna la fermeture des marchés d’esclaves pendant plus d’une décennie et avait entrainé la stagnation de la production de sucre, de cacao, d’or et de corail, ainsi que des activités agricoles et d’élevage.
Castro a souligné que les marchands néerlandais ont ensuite tenté de répondre à la demande d’esclaves émanant de nombreuses zones, au marché noir et c’est en 1648 que le flux d’esclaves vers les Caraïbes espagnoles a repris. Alors que la moyenne annuelle des esclaves débarqués entre 1641 et 1647 était de 753, en 1648 elle a augmenté à 1745 esclaves, puis de 1649 à 1651 s’est établie à 1977 esclaves.
Les campagnes des Portugais contre les Néerlandais au Brésil entre 1648 et 1649 ont forcé les seconds à se concentrer sur le bassin des Caraïbes, d’autant qu’ils ne contrôlaient plus le port angolais de Luanda, et ils ont répondu aussi à partir de 1648 à une demande en Amérique du Nord. La paix entre l’Espagne et les Pays-Bas en 1648 a apporté une détente diplomatique et les navires néerlandais en détresse ont obtenu l’autorisation, en 1650, d’aborder les côtes de l’empire espagnol.
Parmi les hollandais qui connaissent bien l'Afrique à cette époque, le marchand Jan Valckenburgh, qui a quitté Luanda en Angola en 1648, y avait été nommé en 1643 commissaire à l’approvisionnement alimentaire. Il a su tirer parti de l'"Alliance commerciale défensive et offensive" signée le 12 juillet 1641 entre les Pays-Bas et le Portugal, qui autorisait aux navires hollandais l'accès à tous les ports portugais pour dix ans, mais ne fut souvent pas appliqué, sinon comme une couverture officiel par les entrepreneurs privés de la traite négrière hollandaise .
En 1678, une expédition française commandée par l'amiral-comte Jean II d'Estrées doit s'emparer de l'île. Après avoir repris Tobago à Jacob Binckes, l'expédition s'échoue cependant en route sur les coraux de  l'archipel de Las Aves. Curaçao échappe ainsi à la tentative de conquête française.

### XVIIIesiècle

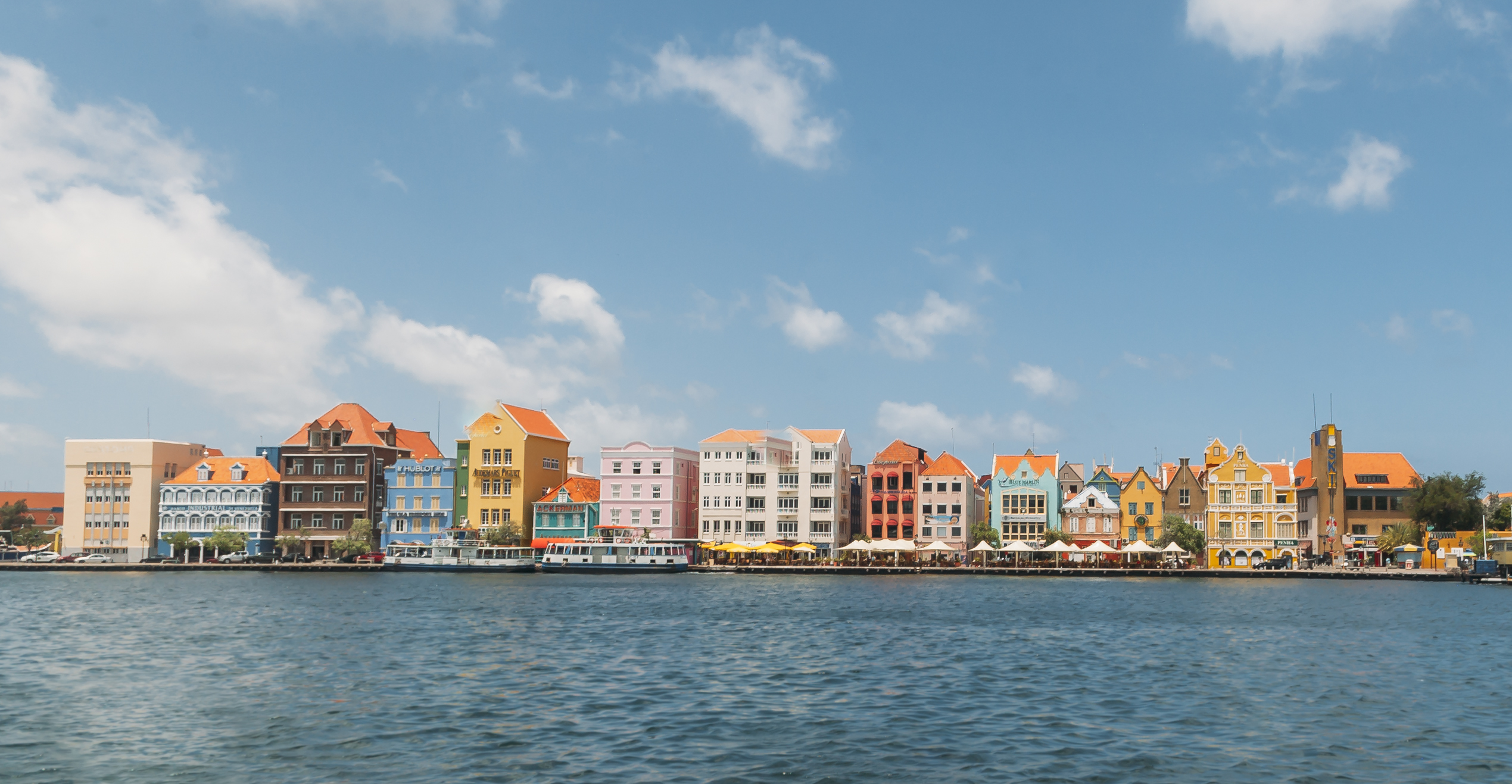
Handelskade à Willemstad, Curaçao.

Au début du XVIIIe siècle, une immigration en provenance des Pays-Bas, d'autres pays d'Europe et d'Asie fait grossir la population de l'île. Au début du XVIIIe siècle, la population va ainsi monter à 2 000 personnes dont une bonne partie vit du commerce, faute de perspectives importantes pour l'agriculture. De nombreuses familles juives s'installent à Curaçao et construisent, en 1732, la synagogue Willemstad qui est aujourd'hui la plus vieille synagogue encore vouée au culte en Amérique.
C'est principalement le commerce du cacao et celui du textile qui lui est lié, qui ont permis cette croissance de la population de l'île ainsi qu'une étape importante dans l'Histoire de la culture du cacao. Pour le cacao, les Néerlandais utilisent une enclave sur la côte du Venezuela, Tucacas, comptoir où cohabitent des juifs et chrétiens de Curaçao, pour obtenir des quantités considérables de cacao et de tabac. Ils exportent ces denrées vers Amsterdam et participent aussi au commerce entre Curaçao et d'autres parties du Nouveau Monde, en important des Pays-Bas des toiles de lin d'Allemagne, du vin de Madère et de Bordeaux, de la cannelle et du poivre des Indes orientales. Les sépharades utilisèrent leur connaissance de l'espagnol et du portugais pour commercer — légalement et illégalement — avec les colonies espagnoles voisines[réf. nécessaire].
L'essor débute en 1688, quand le trésor anglais autorise Pieter Henriques, de Londres, à importer 200 tonnes de cacao de Tucacas, lieu situé à l'embouchure de la Rivière Yaracuy, à soixante kilomètres à l'ouest de Caracas, qui deviendra un comptoir en 1693, juste en face de l'île de Curaçao, puis la principale filière d'approvisionnement en cacao acheté aux Amérindiens. 
En 1693, la guerre de la Ligue d'Augsbourg rapproche la Hollande et l'Espagne : le Venezuela tente une ouverture vers les Hollandais, acceptant les marchands de Curaçao à Tucacas. Ils s'installent pour collecter le cacao des Amérindiens à l'intérieur des terres, certains venant de Pomeroon-Supenaam, colonie fondée quatre décennies plus tôt. Cette implantation est le moyen de concurrencer la filière cacaoyère qui émerge au Panama, aux mains des indiens kunas[réf. nécessaire]. Au début du XVIIIe siècle, les Espagnols reprennent plusieurs fois le comptoir d'échange de cacao situé à Tucacas et les marchands hollandais se replient sur Curaçao.

### Perte de l'Asiento en 1713
Lorsque les Hollandais perdirent l’Asiento en 1713, les esclavagistes de la WIC tentèrent de remplacer Curaçao par les îles Sous-le-Vent Hollandaises comme Saint-Eustache (Antilles), ce qui explique clairement le déclin de la traite négrière néerlandaise au cours de la seconde décennie du XVIIIe siècle.  
De là, les Hollandais approvisionnèrent en esclaves plusieurs colonies des Antilles, en particulier les îles françaises pendant les années 1720. Un siècle plus tôt, en attendant la flotte espagnole annoncée, en septembre 1629, des Français avaient pris la décision d'aller habiter l'île de Saint-Eustache et y firent bâtir un fort, même si elle n'est qu'à trois lieues de Saint-Christophe. Jusqu'en 1700, Curaçao avait dominé la traite hollandaise des esclaves, et Saint-Eustache (Antilles) n’a jamais vraiment pu la remplacer comme centre de la traite hollandaise de l'asiento.

### XIXe à XXIe siècles
Aux XVIIIe et XIXe siècles, les Anglais et les Français occupent brièvement l'île, ajoutant de leur influence à la culture locale.
En 1828, Curaçao est intégrée avec les autres îles appartenant aux Pays-Bas sous la dénomination d'Indes occidentales néerlandaises, dirigées par le gouverneur général de la Guyane néerlandaise. En 1848, l'ensemble prend le nom de Curaçao.
En 1863, l'abolition de l'esclavage ruine l'économie de l'île en provoquant un exode vers les autres îles des Antilles.
En 1914, du pétrole est découvert sous le lac Maracaibo au Venezuela. La compagnie pétrolière Caribbean Petroleum Company (en) décide alors de construire une raffinerie sur Curaçao, qui ouvrira en mai 1918. Dans les années 1960, les 440 hectares de la raffinerie de Schottegat sont achetés par Shell Curaçao N.V.. À partir de la Seconde Guerre mondiale, Curaçao vit principalement du raffinage du pétrole, du tourisme et du placement bancaire.
Le 1er janvier 1954, les Antilles néerlandaises deviennent un État autonome du royaume des Pays-Bas avec Curaçao comme principale île. En 1986, Aruba se sépare des Antilles néerlandaises pour former un territoire à part entière.

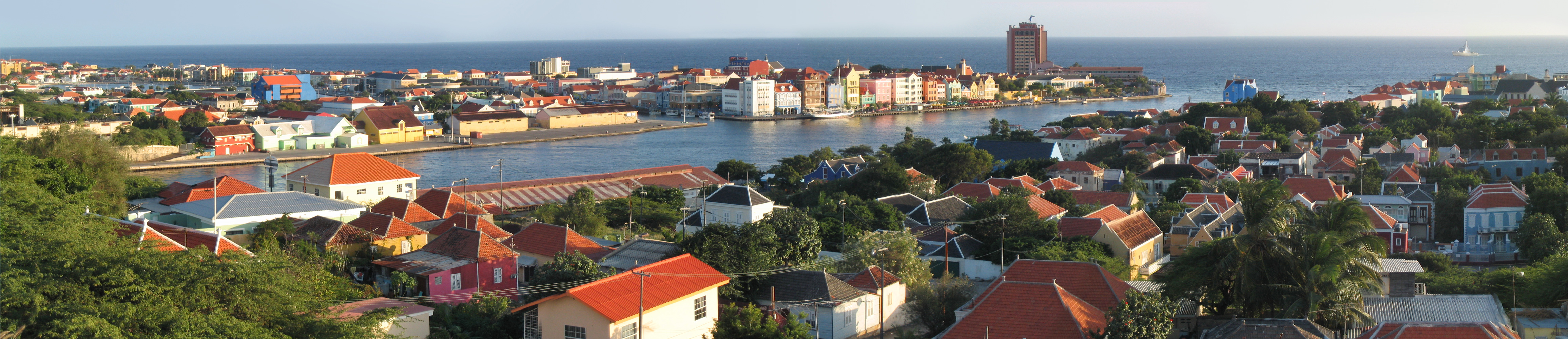
Vue de Willemstad, capitale de l'île.

En décembre 2006 à La Haye, le gouvernement des Antilles néerlandaises signe avec le gouvernement néerlandais, sur une base non consultative, un accord intitulé déclaration finale qui prévoit la dissolution des institutions politiques communes pour le 15 décembre 2008. Celle-ci est finalement effective le 10 octobre 2010, date à laquelle Curaçao devient un nouveau territoire autonome au sein du Royaume.

#### Galerie incomplète de dirigeants récents
Gouverneur(e)

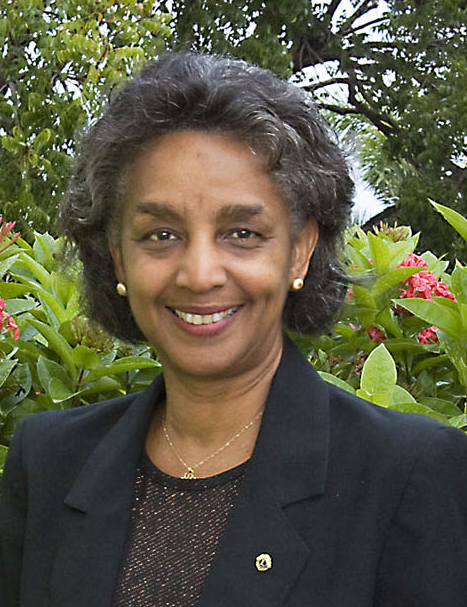
Adèle van der Pluijm-Vrede 2012-2013
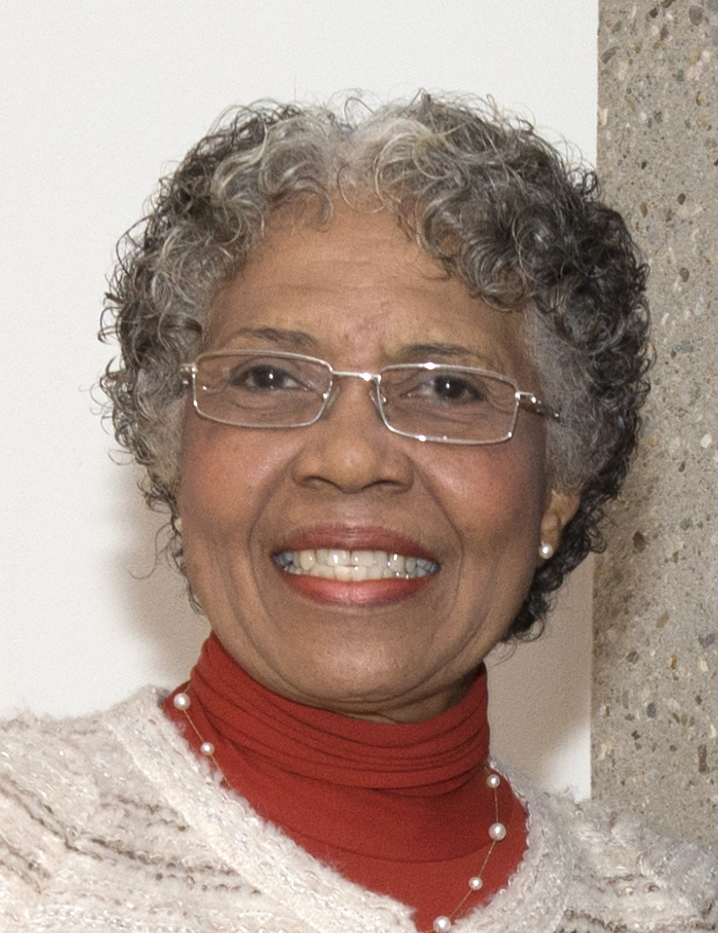
Lucille George-Wout 2013-présent

Premier/ère ministre

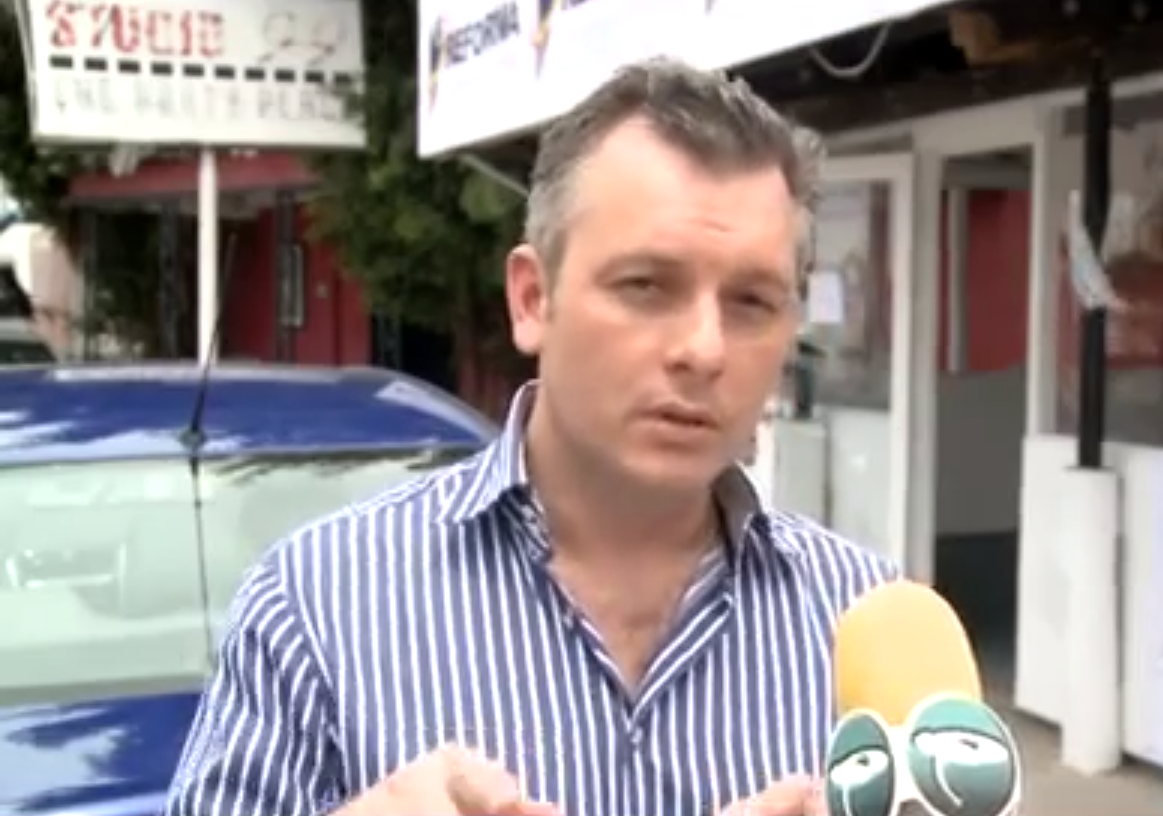
Gerrit Schotte 2010-2012
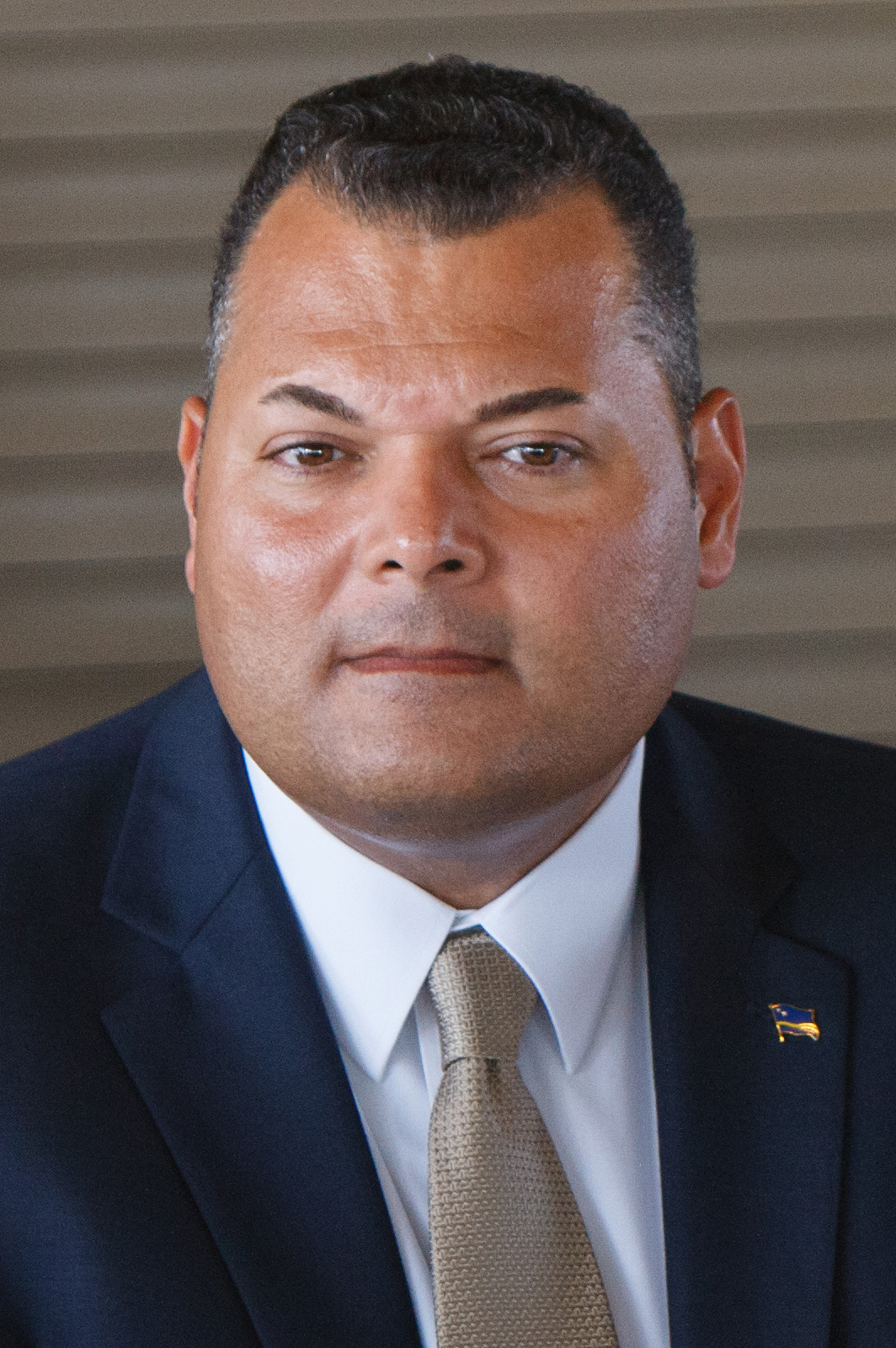
Ivar Asjes 2013-2015
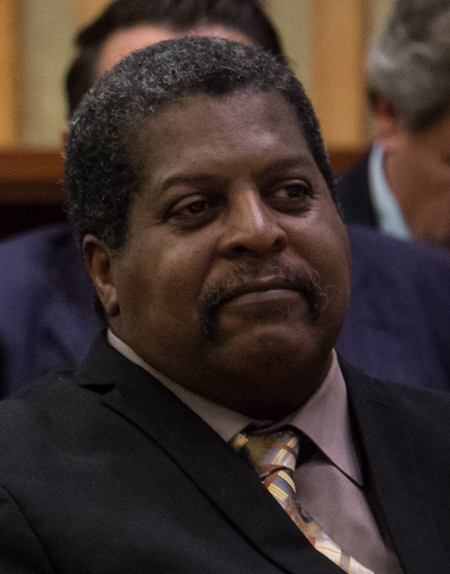
Ben Whiteman 2015-2016
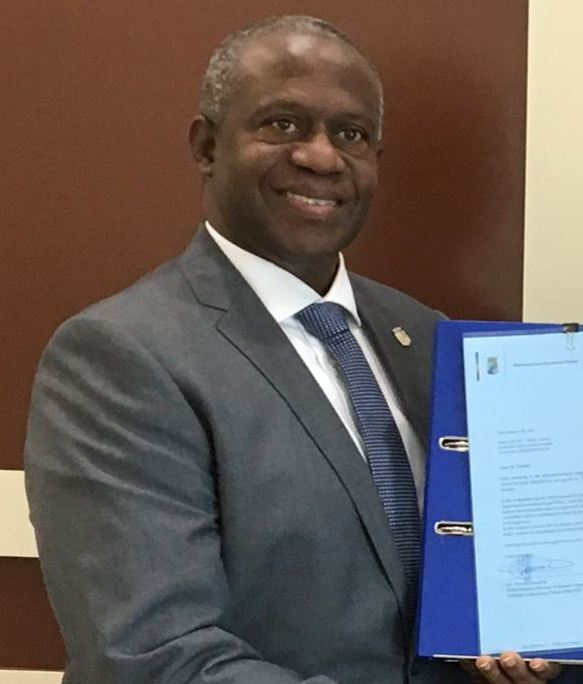
[[]] 2016-2017
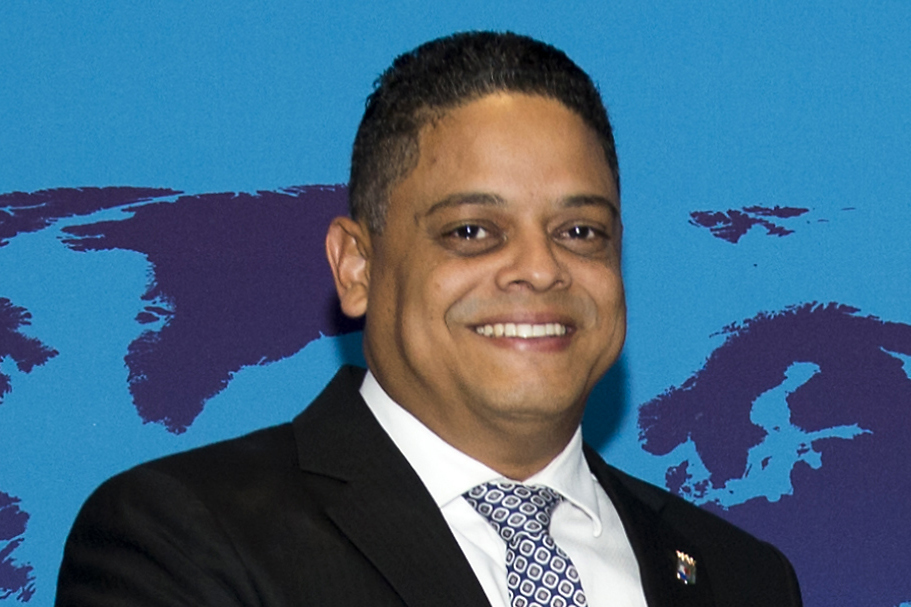
Eugene Rhuggenaath 2017-2021
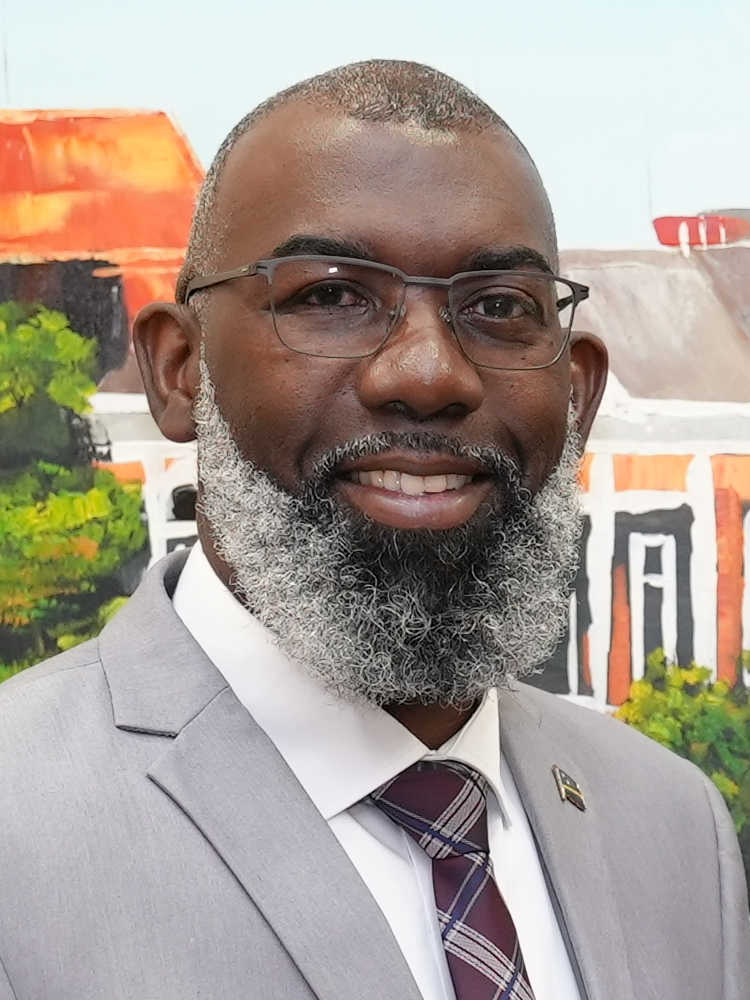
Gilmar Pisas 2017, 2021-présent

#### Curaçao
- Grottes de Hato
- Liste de musées à Curaçao (en), dont musée du Fort Rif de Willemstad, musée Kura Hulanda de Willemstad
- Registre international Mémoire du monde (Curaçao)
- Archives nationales de Curaçao (nl)
- Commissaire du Roi (Pays-Bas)
- Liste des dirigeants des îles du royaume des Pays-Bas aux Antilles
- Constitution de Curaçao (en) (1954, corrigée 2010)
- Liste des cabinets gouvernementaux de Curaçao (en)
- Curaçao et dépendances (1814-1954)
- Antilles néerlandaises (1954-2010)
- Émeutes de 1969 à Curaçao
- États de Curaçao (depuis 2010), Gouverneur de Curaçao
- Gouvernement de Curaçao (en), premier ministre de Curaçao, relations entre Curaçao et l'Union européenne